# 포메룬수페남주

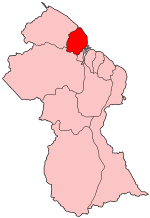
포메룬수페남주의 위치

포메룬수페남주(영어: Pomeroon-Supenaam)는 가이아나 북부에 위치한 주로 주도는 애나레지나이며 면적은 6,195km2, 인구는 46,810명(2012년 기준), 인구 밀도는 7.6명/km2이다. 북쪽으로는 대서양, 동쪽으로는 에세키보아일랜즈웨스트데메라라주, 남쪽으로는 쿠유니마자루니주, 서쪽으로는 바리마와이니주와 접한다.